# Cubaris mirandai
Cubaris mirandai är en kräftdjursart som beskrevs av Rioja 1954. Cubaris mirandai ingår i släktet Cubaris och familjen Armadillidae. Inga underarter finns listade i Catalogue of Life.